# Trimerotropis infantilis
Trimerotropis infantilis är en insektsart som beskrevs av Rentz, D.C.F. och Weissman 1984. Trimerotropis infantilis ingår i släktet Trimerotropis och familjen gräshoppor. IUCN kategoriserar arten globalt som starkt hotad. Inga underarter finns listade i Catalogue of Life.